# Warony
Warony  (biał. Вароны; ros. Вороны, Worony) – agromiasteczko na Białorusi, w obwodzie witebskim, w rejonie witebskim, 12 km na wschód od Witebska. Siedziba sielsowietu Warony. Miejscowość leży nad jeziorem Pałońskim, przy drodze R21.

## Historia
Nazwa miejscowości pochodzi od przezwiska Warona. Wieś znana jest jako majątek z XVI wieku. w województwie witebskim w Wielkim Księstwie Litewskim, należącym do Kriwaszenków. Majątek obejmował wsie Popowicze, Semiankowo i Honawicze. W 1600 r. Właścicielem majątku był Iwan Klyza, który w 1634 r. sprzedał go Wasylowi Obuchowiczowi.
W XIX wieku majątek w wołoście Korolewo w powiecie witebskim guberni witebskiej. W październiku 1812 r. na południowych obrzeżach wsi, niedaleko szosy Witebsk-Smoleńsk, doszło do bitwy wojsk francuskich i rosyjskich. Na miejscu bitwy kosztem jednostki wojskowej ułanów jamburskich wzniesiono pomnik z żeliwnym krzyżem.
W 1905 roku majątek (2 domy, 15 mieszkańców) należał do staroobrzędowca Chruckiego, który miał tu 100 dziesięcin ziemi.
Od 20 sierpnia 1924 r. w sielsowiecie rudnickim rejonu i obwodu witebskiego. W 1926 r. wieś liczyła 20 domów, 87 mieszkańców. W 1936 r. przesiedlono tu mieszkańców wsi Starynki i Harawicze, a w 1939 r. miejscowości Łuski, Prudzina, Punki i Kuźmenki. W 1941 r. wieś liczyła 95 domów, 380 mieszkańców. Podczas II wojny światowej, w październiku 1943 r. niemieckie władze okupacyjne zniszczyły 90 domów i zamordowały 6 cywilów. 36 osób zostało wywiezionych do III Rzeszy. Na froncie zginęło 13 mieszkańców. W walkach o wyzwolenie wsi i okolic zginęło 3582 żołnierzy radzieckich i partyzantów. Od 16 lipca 1954 r. centrum sielsowietu w Białoruskiej Socjalistycznej Republiki Radzieckiej. W 1969 r. wieś liczyła 180 domów, 527 mieszkańców, a w 2003 r. 313 domów, 659 mieszkańców. Od 1991 r. wieś leży w Republice Białorusi.
We wsi znajduje się siedziba przedsiębiorstwa rolnego „Varony”.

## Infrastruktura
W Waronach znajduje się szkoła średnia, dom kultury, biblioteka.

## Interesujące obiekty
- Pomnik na miejscu bitwy rosyjskich i francuskich wojsk w 1812 roku (1912)
- Bracka mogiła żołnierzy sowieckich (1941-1944)
- Kurhan

### Miejsce masowych rozstrzeliwań
Na terenie uroczyska pomiędzy Waronami, a wsią Palai, przy drodze R21, znajduje się miejsce pamięci ofiar NKWD, zamordowanych tam w latach 30. i 40. XX w.